# František Jurča
František Jurča (19. září 1910 – ???) byl český a československý politik Komunistické strany Československa a poúnorový poslanec Národního shromáždění ČSR a Národního shromáždění ČSSR.

## Biografie
Po volbách roku 1954 byl zvolen do Národního shromáždění za KSČ ve volebním obvodu Praha-venkov. Mandát nabyl až dodatečně v červenci 1958 jako náhradník poté, co rezignoval poslanec Bohumil Bureš. Mandát obhájil ve volbách v roce 1960 (nyní již jako poslanec Národního shromáždění ČSSR za Středočeský kraj. V Národním shromáždění zasedal do konce jeho funkčního období, tedy do voleb v roce 1964.